# Борнове наближення
Бо́рнове набли́ження — метод розв'язку квантово-механічної задачі розсіювання часток, який зводиться до заміни невідомої хвильової функції в правій частині рівняння Шредінгера в інтегральній формі на відомий вираз.
Наприклад, при розгляді розсіювання безспінових часток, які взаємодіють через потенціал {\displaystyle V(r)\,} стаціонарне рівняння Шредінгера можна переписати у вигляді
{\displaystyle \psi (\mathbf {r} )=e^{i\mathbf {k} \cdot \mathbf {r} }-{\frac {\mu }{2\pi \hbar ^{2}}}\int {\frac {\exp(ik|\mathbf {r} -\mathbf {r} ^{\prime }|)}{|\mathbf {r} -\mathbf {r} ^{\prime }|}}V(r^{\prime })\psi (\mathbf {r} ^{\prime })d^{3}r^{\prime }},
де {\displaystyle \mu } — зведена маса, {\displaystyle \hbar } — приведена стала Планка, {\displaystyle \mathbf {k} } — хвильовий вектор частинки, яка налітає на мішень, {\displaystyle \psi (\mathbf {r} )} — невідома функція.
Невідома хвильова функція входить до правої частини рівняння й стоїть під інтегралом. Це рівняння можна підставити саме в себе, тобто замінити в правій частині під інтегралом хвильову функцію на той вираз, який дає для неї саме рівняння. Як наслідок,
{\displaystyle \psi (\mathbf {r} )=e^{i\mathbf {k} \cdot \mathbf {r} }-{\frac {\mu }{2\pi \hbar ^{2}}}\int {\frac {\exp(ik|\mathbf {r} -\mathbf {r} ^{\prime }|)}{|\mathbf {r} -\mathbf {r} ^{\prime }|}}V(r^{\prime })e^{i\mathbf {k} \cdot \mathbf {r} ^{\prime }}d^{3}r^{\prime }+\left({\frac {\mu }{2\pi \hbar ^{2}}}\right)^{2}\int \int {\frac {\exp(ik|\mathbf {r} -\mathbf {r} ^{\prime }|)}{|\mathbf {r} -\mathbf {r} ^{\prime }|}}V(r^{\prime }){\frac {\exp(ik|\mathbf {r} ^{\prime }-\mathbf {r} ^{\prime \prime }|)}{|\mathbf {r} ^{\prime }-\mathbf {r} ^{\prime \prime }|}}V(r^{\prime \prime })\psi (\mathbf {r} ^{\prime \prime })d^{3}r^{\prime }d^{3}r^{\prime \prime }}.
Таку процедуру можна повторювати N разів, отримуючи в правій частині дедалі вищі ступені {\displaystyle V(r)\,}.
Якщо процедуру обірвати на N-му кроці й відкинути інтеграл із невідомою функцією, то одержимо N-те Борнове наближення для хвильової функції. Обривання процедури зазвичай обґрунтовується або малістю потенціалу {\displaystyle V(r)\,} або обмеженістю області його дії.
Найчастіше використовується перше Борнове наближення. Його часто називають просто Борновим наближенням.
Борнове наближення можна використовувати при розсіянні будь-яких хвиль, наприклад, електромагнітних.